# Munkásőrség

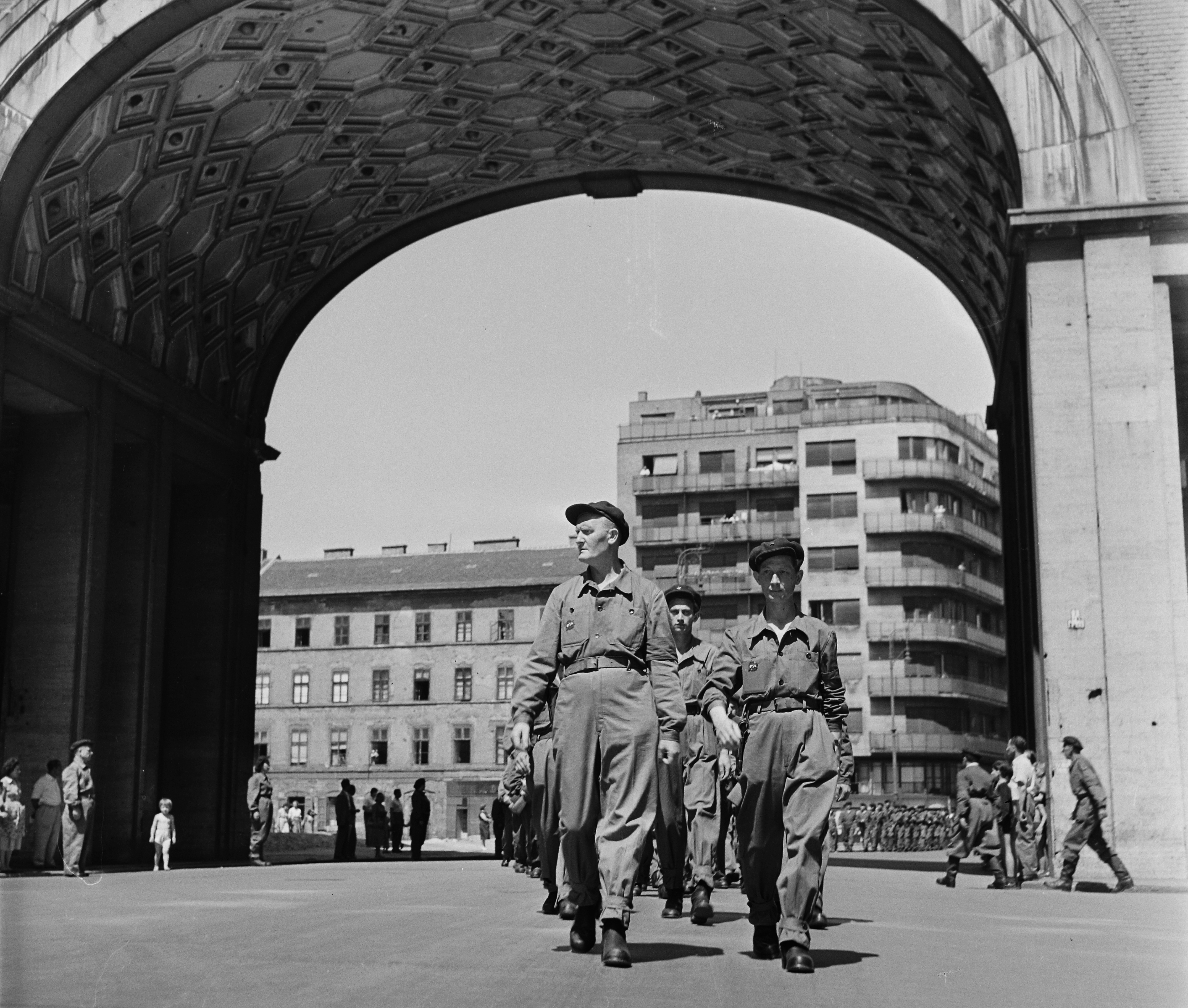
A VII. kerületi munkásőregység zászlóavató ünnepsége Budapesten (1957)

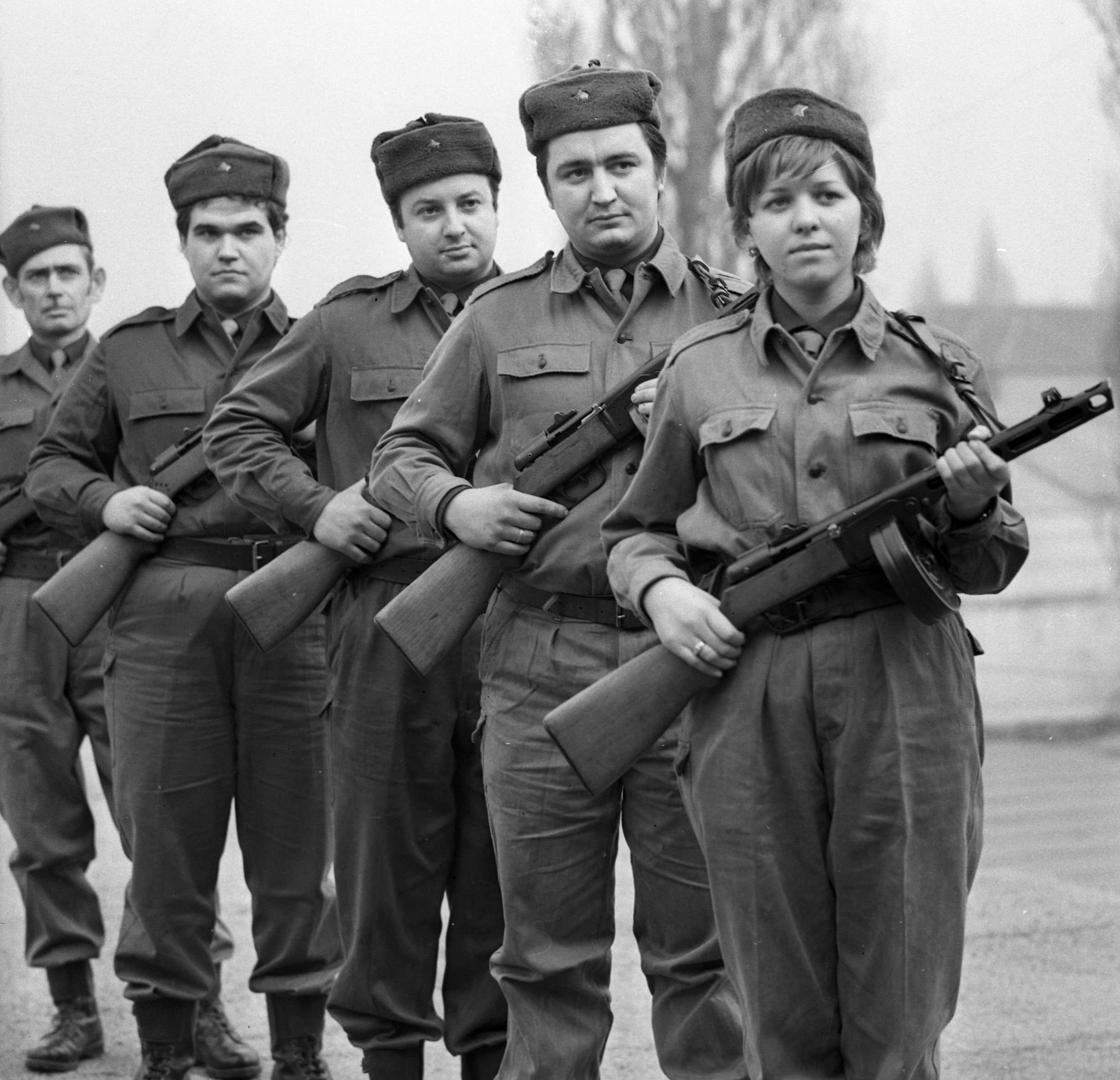
Munkásőrök sorakoznak a vastag csőköpennyel ellátott, csigatáras PPS–41 géppisztolyaikkal 1972-ben

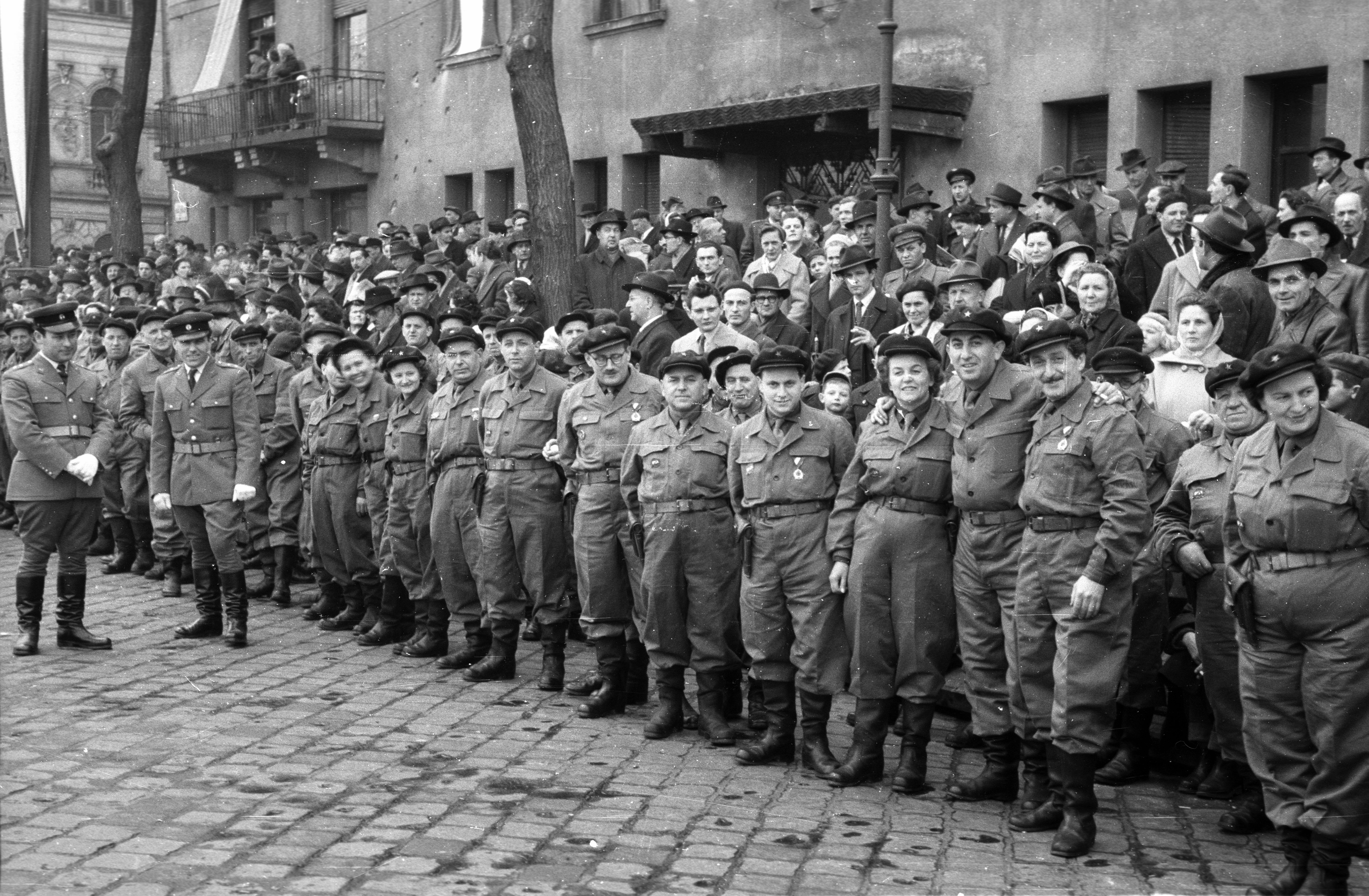
Az 1958-as április 4-i katonai díszszemle nézőközönsége és a munkásőrsorfal a Dózsa György út 68. előtt

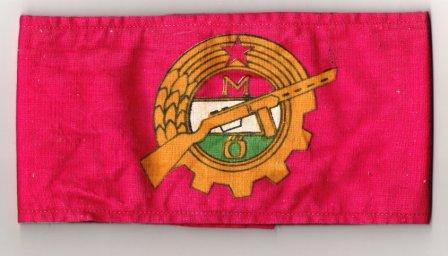
A Munkásőrség karszalagja

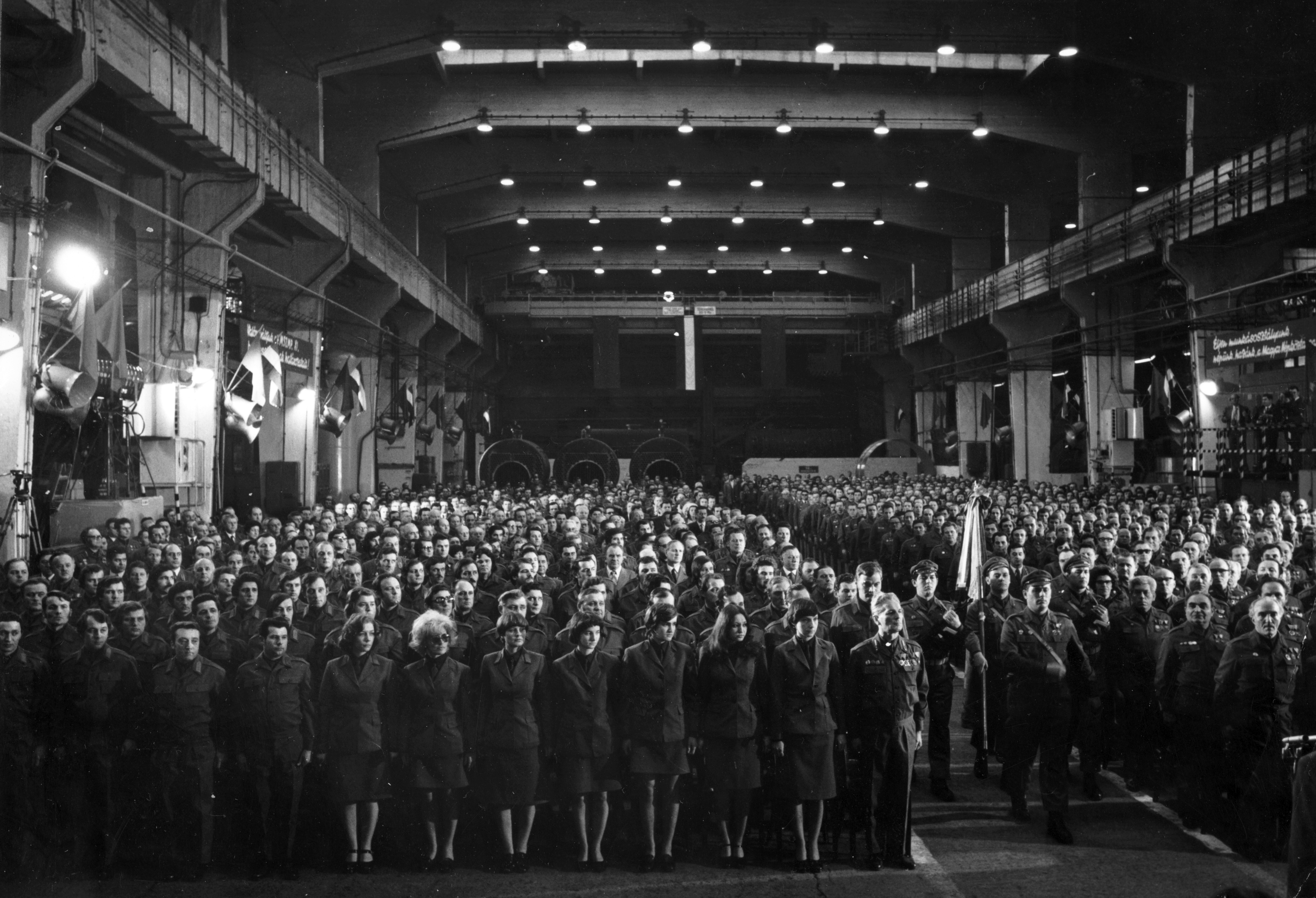
Munkásőr rendezvény a Láng Gépgyárban 1977-ben

A munkásőrség a levert 1956-os forradalom után, a Kádár-rendszer támogatására Magyarországon létrehozott, az állampárt közvetlen irányítása alá tartozó félkatonai szervezet volt. A forradalom rendfenntartójaként minden párt- és állami ünnepségen jelen voltak. A munkásőrök civil foglalkozással rendelkező, a kommunista hatalom iránt elkötelezett párttagok voltak, akik munkájuk mellett vállalták a munkásőri feladataikat. A rendszerváltás folyamata során (a Németh-kormány kezdeményezésére) jogutód nélkül, törvénnyel feloszlatták. A közvélemény gúnyosan "Kádár-huszároknak" nevezte a tagjait.

## Története

### Előzmények
A munkásőrséghez hasonló szervezetek már 1956 előtt is léteztek a szocialista országokban, részben a második világháborút lezáró békeszerződések kijátszására (mint az NDK-beli Kampfgruppe osztagok), részben hogy fegyveres erőknél jobban aktivizálható, irreguláris „népi” csoportok álljanak rendelkezésre (Lidové Milice, Csehszlovákia).

### Megalakulása
A munkásőrséget az 1956-os forradalom leverése után alakította a szovjet ellenőrzés alatt álló Kádár János vezette pártvezetés, annak érdekében, hogy a párthoz hű, megbízható fegyveres testületet hozzanak létre, ami mintegy párthadseregként segít a forradalomhoz hasonló események megakadályozásában. Az 1956-os forradalom leverését követően az erőszakszervezetek rendszerét átalakították: Létrehozták a Fegyveres Erők és Közbiztonsági Ügyek Minisztériumát, amely a Belügy-és a Hadügyminisztériumot is magába foglalta. Ez a két hivatal 1957. március 1-én vált önállóvá. Az MSZMP Adminisztratív Osztálya, Czinege Lajos vezetésével, foglalkozott az erőszakszervezetekkel és a karhatalmi alakulatok megszervezésével.
1957. január végén az Magyar Szocialista Munkáspárt Ideiglenes Intéző Bizottsága döntött a munkásőrség létrehozásáról. Az ideologikus elképzelés szerint „1919-es vöröskatonákból, volt partizánokból, 1944 előtti kommunista munkásokból, téesztagokból és szegényparasztokból" kellett volna megalakítani a „párt (új) öklét”. A forradalom oldalán döntő szerepet játszó munkásság körében a régi-új rendszer támogatása keveseknek volt népszerű,  a munkásőrségben az alapításkor 50%-os részvételükkel felülreprezentálták magukat a párthű értelmiségiek, a párt-, az állami és a gazdasági vezetők, hivatalnokok, funkcionáriusok. Ténylegesen „párthadseregként” (korabeli meghatározás) működött, közvetlenül az MSZMP-nek alárendelve, mint „fegyveres testület”. A forradalom leverése utáni alapításakor, 1957-ben tömegével jelentkeztek a kommunista párt és annak egypártrendszerű hatalma mellett elkötelezett katonák, rendőrök, hivatalnokok, párttagok. 1957 áprilisára 20 ezren léptek be. Budapesten 1957 márciusában erőfitogtató felvonulást rendeztek. Ettől kezdve rendfenntartóként minden párt- és állami ünnepségen megjelentek. Eleinte pisztolyokkal, később PPS géppisztollyal szerelték fel őket, fegyverüket hazavihették, otthon tartották. A kezdeti 20 000 tagságból lassanként egy 60 000 fősre növekedett testületté vált. Személyi állománya 1988-1989 fordulóján közel 51 ezer, kézifegyverekkel bőségesen ellátott önkéntesből állt. Habár soha nem vetették be, a munkásőrségnek meghatározó szerepe volt a Kádár-korszak puha diktatúrájának fenntartásában, a „belső ellenség” felkutatásában, az elrettentő erő demonstrálásában.
A munkásőrség szervezetileg a területileg illetékes rendőrkapitányság alá volt rendelve, a tagok felvételéről azonban a pártbizottságok döntöttek.
A munkásőrség valószínűleg nem élvezte a pártvezetés korlátlan bizalmát, mivel ugyan a Magyar Néphadsereg tartalék fegyvereivel ellátták a tagjait, azonban éles lőszert – eleinte – egyáltalán nem kaptak.
Eredetlegendája az, hogy az „ellenforradalmi” események alatt a munkás-paraszt hatalmat megvédő munkások voltak az alapító tagok. Egyenruhájuk a korabeli sötétkék munkásruha volt. A jellegzetes „Lenin-sapka” azonban a legendák szerint nem szovjet, hanem kínai eredetű. A kínai vörösgárdisták viseltek hasonlót. Bár éles harci bevetésen nem vettek részt, de árvízvédelemben, állategészségügyi kordonok fenntartásában stb. aktívan részt vettek. Érdekesség, hogy nők is a tagjai lehettek, tisztesek pedig nem voltak, csak tisztek.

### Feloszlatása
Az MSZMP Központi Bizottsága 1985 május 8-án lemondott a testület közvetlen irányításáról, június 15-én pedig a Minisztertanács saját hatáskörébe vonta a felügyeletet.
A Munkásőrség harckészültsége a magyarországi rendszerváltásig, 1989 végéig megmaradt.
A legfontosabb, hogy a Munkásőrséget át tudjuk menteni, egy új, baloldali felállású vezetés legitim szervezeteként a baloldali erők segítésére és támogatására.
1989. november 26-án az ún. „négyigenes” népszavazáson a szavazók 94,9%-a a Munkásőrség megszüntetésére szavazott. Ez csak megerősítette a már korábban elfogadott 1989. évi XXX. törvényt, melynek következtében a testület 1989. október 20-án jogutód nélkül feloszlott. A testület országos parancsnoka Halas Lajos (1957–1962), Papp Árpád (1962–1980), végül Borbély Sándor (1980–1989) volt. A testület járműveit 1989 novemberében a rendőrség vette át.

## Székháza
Az Országos Parancsnokság és Tisztképző épülete az Arany János utca 25-ből 1985-ben költözött fel a Gellért-hegyen, a Somlói út Alsóhegy utcai torkolatánál felépült új székházba, amely a rendszerváltást követően irodaházként működött, majd a Balassi Intézet, végül a Mathias Corvinus Collegium vette birtokába. 2023-2024 között lebontották.

## Rendfokozatok

### Törzs beosztási jelzések
| Jelzés | Megnevezés                      |
| ------ | ------------------------------- |
|        | Főrevizor                       |
|        | Főügyeletes                     |
|        | Főügyeletes-helyettes           |
|        | Kapuügyeletes                   |
|        | Csoportvezető                   |
|        | Szolgálatvezető                 |
|        | Törzscsoport munkatárs          |
|        | Törzscsoport közvetlen állomány |
|        | Egységtörzs munkatárs I.        |
|        | Egységtörzs munkatárs II.       |
|        | Egységtörzs munkatárs III.      |
|        | Egységtörzs állomány            |
|        | Beosztott állomány              |

### Parancsnoki beosztási jelzések
| Jelzés | Megnevezés                           |
| ------ | ------------------------------------ |
|        | Országos parancsnok                  |
|        | Országos parancsnok-helyettes        |
|        | Parancsnok                           |
|        | Parancsnok-helyettes                 |
|        | Csoportvezető főtiszt                |
|        | Egységparancsnok                     |
|        | Egységparancsnok-helyettes           |
|        | Szolgálatvezető                      |
|        | Beosztott századparancsnok-helyettes |
|        | Század szolgálatvezető               |
|        | Szakaszparancsnok                    |
|        | Szakaszparancsnok-helyettes          |
|        | Rajparancsnok                        |
|        | Beosztott munkásőr állomány          |